# کنتمیر
کنتمیر (به انگلیسی: Kentmere) یک روستا و محله مدنی در بریتانیا است که در South Lakeland واقع شده‌است. کنتمیر ۱۵۹ نفر جمعیت دارد.